# パトリック・H・オマリー・ジュニア
パトリック・H・オマリー・ジュニア（Patrick H. O'Malley, Jr.、1890年9月3日 - 1966年5月21日）は、アメリカ合衆国の俳優。ペンシルベニア州フォレストシティ出身。主にパット・オマリー（Pat O'Malley）とクレジットされる。

## 略歴
サーカスのパフォーマーを経て、1908年に映画界入りし、後にアイドルスターとなるが、トーキーの時代になると脇役に転じる。
演じる役はクレジットのない端役が多くなるものの、テレビ・映画にコンスタントに出演し、1960年代まで活動を続ける。

## 主な出演作品
- 酒とバラの日々 Days of Wine and Roses (1962)
- 長い灰色の線 The Long Gray Line (1955)
- スタア誕生 A Star Is Born (1954)
- 西部は俺に任せろ Three Hours to Kill (1954)
- 乱暴者 The Wild One (1953)
- 静かなる男 The Quiet Man (1952)
- 彼奴は顔役だ! The Roaring Twenties (1939)
- 無法者の群 Dodge City (1939)
- 真紅の森 Romance of the Redwoods (1939)
- 市街戦（吾が捧げし命） Beloved Enemy (1936)
- 魔海 Pirate Treasure (1934)
- 肉の蝋人形 Mystery of the Wax Museum (1933)
- 落下傘 Parachute Jumper (1933)
- フリスコ・ジェニー Frisco Jenny (1932)
- 国境非常線 Sundown Rider (1932)
- 君恋し The Man I Love (1929)
- アリバイ Alibi (1929)
- 悪魔の宿り木 Perch of the Devil (1927)
- 愛の闇路 My Old Dutch (1926)
- 深夜の太陽 The Midnight Sun (1926)
- 細君御注意 Watch Your Wife (1926)
- 厄介娘 The Teaser (1925)
- 愛の大雪嶺 The White Desert (1925)
- 腕自慢 Proud Flesh (1925)
- 女は怖いぞ Let Women Alone (1925)
- 叩け鉄扉を The Mine With Iron Door (1924)
- 生と戦う女 Bread (1924)
- 天来の勇者 The Fighting Adventure (1924)
- 母を死守して Happiness (1924)
- 闇の女神 Fools' Highway (1924)
- 大丈夫ケリガン The Man From Brodney's (1923)
- ヴァージニアン The Virginian (1923)
- 最後の一瞬 The Last Hour (1923)
- 女房征服 Brothers Under the Skin (1922)
- 愛国の唄 My Wild Irish Rose (1922)
- 灯台守の妻 False Kisses (1921)
- ボッブ・ハムプトン Bob Hampton of Placer (1921)
- 神々の呼吸 The Breath of the Gods (1920)
- 烏人獣人 Go and Get It (1920)
- 第二の結婚 She Hired a Husband (1918)